# Don Goldstein
Pour les articles homonymes, voir Goldstein.
Donald Goldstein, surnommé Don et Red, né en 1937 à Brooklyn (New York) et mort le 27 mai 2022 à Delray Beach (Floride), est un joueur américain de basket-ball.

## Biographie

### Jeunesse
Donald Goldstein est juif. Sa mère est morte quand il avait quatre ans. Il a grandi dans la pauvreté à Brooklyn dans le ghetto de Brownsville et a joué à Flatbush du lycée Samuel J. Tilden où il était un joueur de basket-ball et a obtenu son diplôme en 1955.

### Carrière universitaire et participation aux Jeux panaméricains de 1959
Donald Goldstei alla ensuite à l'Université de Louisville avec une bourse qui payait la chambre, la pension et les livres et a joué au poste d'ailier pour l'équipe de basket-ball de l'école de 1956 à 1959. Il faisait 1,96 m et 86 kg. Il a dit : « Ces types n'ont jamais vu un juif. Une fois, ils m'ont demandé sans méchanceté quel âge j'avais lorsqu'ils m'ont coupé les cornes. Je n'ai jamais eu de mauvaise journée [avec mes coéquipiers]. Je n'ai jamais entendu une seule remarque antisémite à Louisville. Si vous pouviez jouer, c'était tout. »
En 1959, Donald Goldstei a été nommé NCAA All-American et a conduit Louisville à sa toute première apparition dans le Final Four de la NCAA. Il a en moyenne 21,4 points et 10 rebonds dans le tournoi NCAA et a été nommé dans l'équipe régionale All-Mideast et à l'équipe All-Tournament.
Cette même année, il remporte une médaille d'or en basket-ball aux Jeux panaméricains de 1959.
Au cours de ses trois années à Louisville, Donald Goldstei a marqué 1 019 points (10e joueur des Cardinals à marquer plus de 1 000 points) et 838 rebonds (toujours 10e de l'histoire de l'école).